# Тимерзянов, Тимур Ренатович
Тиму́р Рена́тович Тимерзя́нов (31 января 1987, Нурлат, Татарская АССР, РСФСР, СССР) — российский автогонщик, заслуженный мастер спорта, 3-кратный чемпион Европы по ралли-кроссу (2010, 2012, 2013 года), чемпион России по зимним трековым гонкам (2018), обладатель кубка России по зимним трековым гонкам (2014), 4-кратный чемпион Татарстана по зимним трековым гонкам (2008, 2010, 2011, 2014). В 2014-2020 годах участвовал в чемпионате мира по ралли-кроссу, где являлся в данный период единственным постоянным представителем из России. Первый и единственный в истории российский пилот, сумевший выиграть этап чемпионата мира в автоспортивной дисциплине. Первый представитель Восточной Европы, сумевший стать чемпионом Европы в топовом классе ралли-кроссовых гонок. «Лучший гонщик России» 2013 года по версии журнала «За рулём».

## Спортивная карьера

### Начало
Начал заниматься картингом в 1999 году, в городе Казань, жителем которого является с 1990 года. До этого он успел попробовать себя в акробатике, футболе и дзюдо. Первым тренером юного Тимерзянова стал известный в Татарстане специалист — Евгений Шафранов. В секции картинга Тимерзянов собирал себе гоночный карт своими руками, как это было принято ещё с советских времён, попутно вникая в особенности внутреннего устройства узлов и агрегатов, осваивая навыки работы на токарном и фрезерном станках.

#### Первые успехи
С 2005 года начались регулярные выступления пилота в различных видах автоспорта на специально подготовленных легковых автомобилях (кузовных), дебютным соревнованием стал автокросс на трассе в Тольятти. Первые значимые успехи пришли в зимних трековых гонках, пользующихся популярностью в Татарстане. В 2006 году казанский автоспортсмен стал вице-чемпионом Татарстана на переднеприводных машинах зачётной группы «А-1600» (двигатели до 1600 см³). В том же году он принял участие в заездах 8-этапного первенства НГСА (Национальной гоночной серии «АвтоВАЗ»), в классе Lada Revolution, где все выступали на одноимённых автомобилях-прототипах с задним приводом. По итогам сезона занял 11-е место, лучшее место на отдельном этапе — третье. В следующем году стал бронзовым призёром Кубка России по зимним трековым гонкам, также на технике «А-1600».

### Чемпионат Европы по ралли-кроссу

#### 2008—2010
В 2007 году Тимерзянов впервые попробовал свои силы в ралли-кроссе, а уже на следующий год дебютировал в чемпионате Европы по этому виду автоспорта, в переднеприводном дивизионе 1А (двигатели до 1600 см³). Он стартовал на двух этапах (чешском и польском) на арендованном у чешских гонщиков Peugeot 206 и смог набрать первые очки, заняв пятнадцатое место на польском этапе.
В 2009 году Тимерзянов принял участие во всех раундах 10-этапного европейского ралли-кроссового первенства в дивизионе 1А. Он выступал на Renault Clio, подготовленном финской компанией SET Promotion, и с первого захода смог стать бронзовым призёром чемпионата, одержав свою первую победу на шведском этапе, считающемся одним из наиболее престижных в турнире. В 2010 году Тимерзянов победил уже на четырёх этапах (в Португалии, Швеции, Бельгии, Польше) и первым из россиян стал чемпионом Европы в ралли-кроссе. При этом он оказался последним в истории победителем в дивизионе 1А, который с 2011 года был заменён классом Super1600.

#### 2011
В 2011 году произошёл переход Тимерзянова в самый престижный ралли-кроссовый турнир планеты, на тот момент времени — чемпионат Европы по ралли-кроссу в топовом классе Supercar (он пришёл на смену прежней категории Division 1). Это автомобили с полным приводом, выполненные, как правило, с обилием узлов и агрегатов от раллийных автомобилей категории WRC, с двигателями имеющими турбонаддув, рабочим объёмом в районе 2 л, мощностью около 600 л.с., крутящий момент составляет 800—900 Нм, разгон с места до 100 км/ч занимает примерно 1,9 сек. Допускается очень высокий уровень переделок, даже по сравнению с ралликарами WRC, например расположение двигателя под капотом можно менять с поперечного на продольное, широко применяются композиционные материалы, в частности углепластик и другие.
Тимерзянов пришёл в команду Hansen Motorsport 14-кратного чемпиона Европы по ралли-кроссу Кеннета Хансена, который также стал наставником пилота. Как член совместного шведско-российского коллектива Namus Hansen Motorsport получил в своё распоряжение автомобиль Citroen C4 T16 4х4. Дебютант с самого начала выступлений в новой категории начал показывать высокие результаты. На четырёх этапах из десяти он поднимался на подиум, в том числе один раз, в Бельгии — на высшую ступень. По итогам сезона стал бронзовым призёром европейского первенства с отставанием всего в два очка от спортсмена, занявшего второе место.

#### 2012
В 2012 году, уже на второй год участия в топ-категории, Тимерзянов смог завоевать главный приз турнира. Получив в своё распоряжение новейшую модель, используемую командой — Citroen DS3 T16 4x4, он семь раз подряд попадал в число призёров гонок, причём в шести случаях это были победы (в Австрии, Венгрии, Швеции, Бельгии, Голландии и Финляндии). Казанец не только стал первым российским чемпионом Европы по ралли-кроссу в топ-классе Supercar, но и добился этого за счёт заметного превосходства над соперниками — от второго призёра его отделило 44 очка (победа на этапе оценивалась тогда в 20 очков). Этот успех делает ещё более значительным тот факт, что Тимерзянов вынужден был пропустить стартовый английский этап первенства из-за того, что ему не выдали въездную визу. Завоевав чемпионское звание, россиянин прервал длительную гегемонию скандинавских пилотов, которые неизменно побеждали в топ-классах чемпионата Европы по ралли-кроссу с 1994 по 2011 год. А также стал первым представителем Восточной Европы, сумевшим стать чемпионом Европы в топовом классе ралли-кроссовых гонок (турнир официально дебютировал в 1976 году).

#### 2013

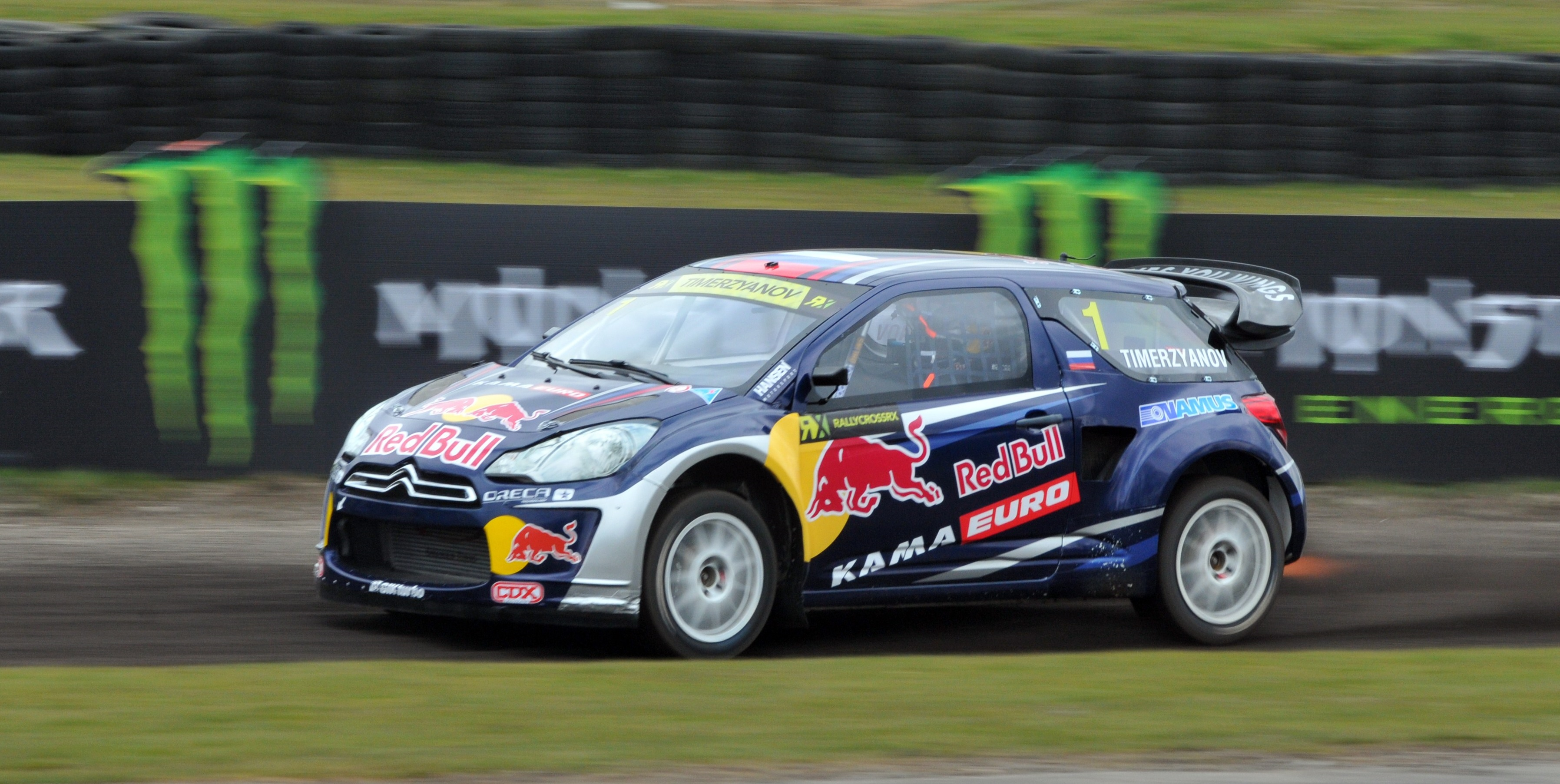
Тимур Тимерзянов пилотирует Citroen DS3 T16 4x4 на британском этапе ERX-2013

В 2013 году у чемпионата Европы по ралли-кроссу появился новый промоутер — медиаконцерн IMG из США. До этого американцы взялись за чемпионат мира по спидвею и смогли резко повысить популярность этих мотосоревнований, а также вывести на принципиально другой уровень освещение турнира в средствах массовой информации. Все эти наработки было решено применить теперь и для ралли-кроссового турнира. В частности были внесены изменения в порядок проведения всего гоночного уикенда, так чтобы самые важные полуфинальные и финальные заезды можно было теперь транслировать в прямом эфире. Также были повышены требования к безопасности трасс, хотя это привело к тому, что из календаря первенства исчезли некоторые традиционные этапы. Новшества, введённые IMG, были отрицательно восприняты многими опытными гонщиками, которые ушли из автоспорта, либо стали стартовать в альтернативной серии — Rallycross Challenge Europe. Тем не менее, эти соревнования не смогли на равных конкурировать с турниром под эгидой IMG, собрав втрое меньше участников, причём менее высокого класса.
Дебютный чемпионат Европы по ралли-кроссу 2013 показал, что все нововведения от IMG оказались работоспособными. Удачными оказались и этапы, прошедшие на новых автодромах, и новый формат проведения заездов понравился зрителям, а главное — повысилась конкуренция на самих трассах, о чём свидетельствовало число участников чемпионатов — 53 в 2012 году и 73 в 2013 году. В числе новоприбывших особенно выделялся экс-чемпион мира по ралли, норвежец Петтер Сольберг.
Тимерзянов продолжал показывать высокую скорость и стабильность и в этом сезоне. Он стал единственным в сезоне, кто попадал в финалы на восьми этапах из девяти прошедших, и вновь набрал самую большую сумму очков. В то же время, казанский пилот стал обладателем необычного достижения: он оказался первым чемпионом Европы по ралли-кроссу за всё время, кто выиграл турнир, не имея на счету ни одной победы. Причины были разные: подводила техника, иногда это были результаты контактов с соперниками, порой вмешивались судьи. У россиянина, в частности, был шанс выиграть завершающий немецкий этап. Уже в ранге нового чемпиона Тимерзянов возглавлял финальный заезд, ему оставалось пройти так называемую «джокер-петлю», на последнем круге. Однако именно в этот момент непосредственно внутри «джокера» загорелся автомобиль отстающего участника и заезд сразу же остановили. В связи с тем, что бо́льшая часть заезда уже прошла, судьи решили не проводить перезаезд, а распределить места по имеющимся позициям. При этом из оставшихся четырёх спортсменов только Тимерзянов не проехал «джокер-петлю», и ему досталось четвёртое место финала.
2012 и 2013 годы стали последними, когда европейский чемпионат в классе Supercar был вершиной в данном виде автоспорта. С 2014 года топовым в ралли-кроссе стал чемпионат мира, а европейское первенство в классе Supercar стало проводиться по остаточному принципу, только с пятью этапами в сезоне, и с пилотами «второго эшелона» в качестве участников.
По окончании сезона 2013 года журнал «За рулём» по итогам традиционного опроса спортивных журналистов назвал Тимура Тимерзянова «Лучшим гонщиком России».

### Чемпионат мира по ралли-кроссу

#### 2014

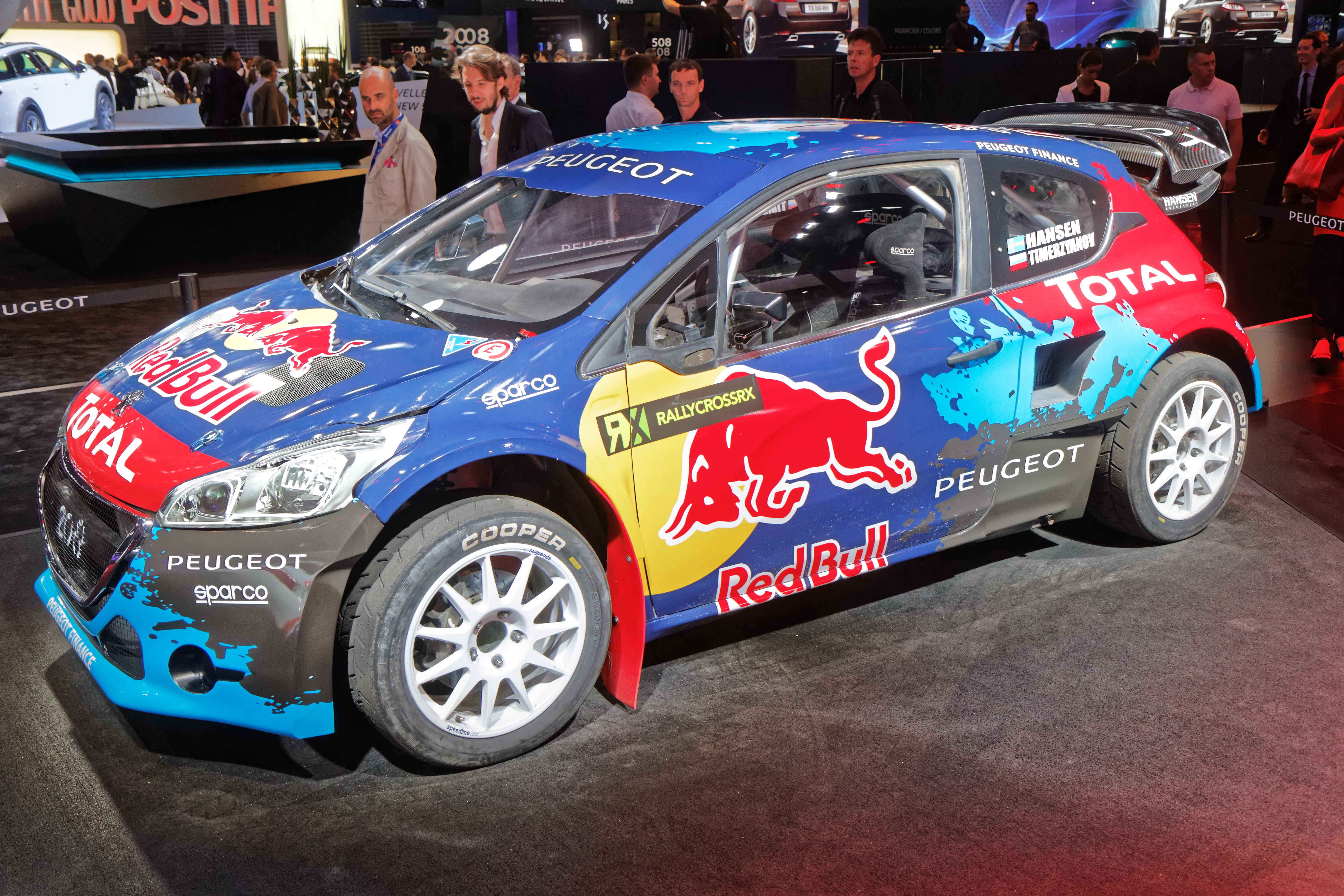
Peugeot 208 WRX во время презентации, на этой модели Тимур Тимерзянов и Тимми Хансен выступали в WRX-2014

В 2014 году ралли-кросс стал шестым видом соревнований по автомобильному спорту, в котором Международная автомобильная федерация решила разыгрывать официальное звание чемпиона мира; остальные пять — это Формула-1, классическое ралли, гонки на выносливость, туринговые гонки и картинг. Этапы мирового первенства по ралли-кроссу, получившего сокращённую аббревиатуру World RX (WRX), стали проходить не только в Европе, но и в Северной и Южной Америке, Азии, в 2017-м дебютировал африканский этап. Автомобили участников должны соответствовать требованиям категории Supercar.
В сезоне 2014 календарь состоял из 12 раундов, включая североамериканский (Канада), южноамериканский (Аргентина) и азиатский (Турция). Интерес к новому турниру оказался очень высоким. Например, ряды участников пополнил экс-чемпион Формулы-1 Жак Вильнёв из Канады. Но ещё более важным стал факт, что в чемпионате мира стал разыгрываться командный зачёт, в котором стали заявляться коллективы с заводской поддержкой. Команда Тимерзянова, Hansen Motorsport, имела длительную историю успешного взаимодействия с представителями концерна PSA Peugeot Citroen, шведская «конюшня» завоевала 12 личных титулов чемпиона Европы на автомобилях Citroen. Но французы решили, что за «Ситроеном» останется раллийный чемпионат мира, а в ралли-кроссовом первенстве стали «продвигать» модель 208 от компании Peugeot. Новый совместный проект назвали Team Peugeot-Hansen, а напарником Тимура Тимерзянова стал сын руководителя команды — Тимми Хансен, бронзовый призёр чемпионата Европы 2013 года.
Peugeot 208 WRX, созданный на базе раллийной версии модели Peugeot 208 T16 категории R5, оказался автомобилем быстрым, но в течение сезона ярко проявились и слабые места новинки. Прежде всего требовалась доработка подвески, требования к которой в ралли-кроссе отличаются от классического ралли. А ещё часто выходил из строя двигатель, подготовку которого осуществляла компания Oreca. Французским мотористам удалось сделать один из наиболее мощных моторов в чемпионате, но это произошло в том числе и из-за снижения ресурса силового агрегата, из-за чего в течение сезона на автомобилях обоих пилотов пришлось неоднократно менять двигатели. При этом по регламенту первенства после третьей замены у пилота отнимается 15 очков в турнирной таблице, и в итоге таким образом были оштрафованы оба пилота команды Peugeot-Hansen. Ещё один фактор, о котором пилот признался прессе, внутри команды стал случаться явный перекос в пользу Тимми Хансена, сына владельца. Это ярко проявлялось в целом ряде моментов, связанных с настройкой автомобилей, с установкой именно на его машину дефицитных видов запчастей, существовавших в единственном экземпляре и т. п. Из-за этих причин сезон 2014 для Тимерзянова оказался несколько смазан. Когда с машиной всё было хорошо, он оказывался одним из быстрейших на трассе, в частности, выиграв квалификационные заезды на двух этапах чемпионата мира. Но попадания в финал давались с трудом, главным образом из-за бесконечной череды технических неполадок, иногда происходили жёсткие столкновения с соперниками, после которых следовал сход. Лучшим достижением года стал «бронзовый» подиум в Канаде. А по общим итогам дебютного сезона чемпионата мира Тимерзянов расположился на седьмом месте.

#### 2015

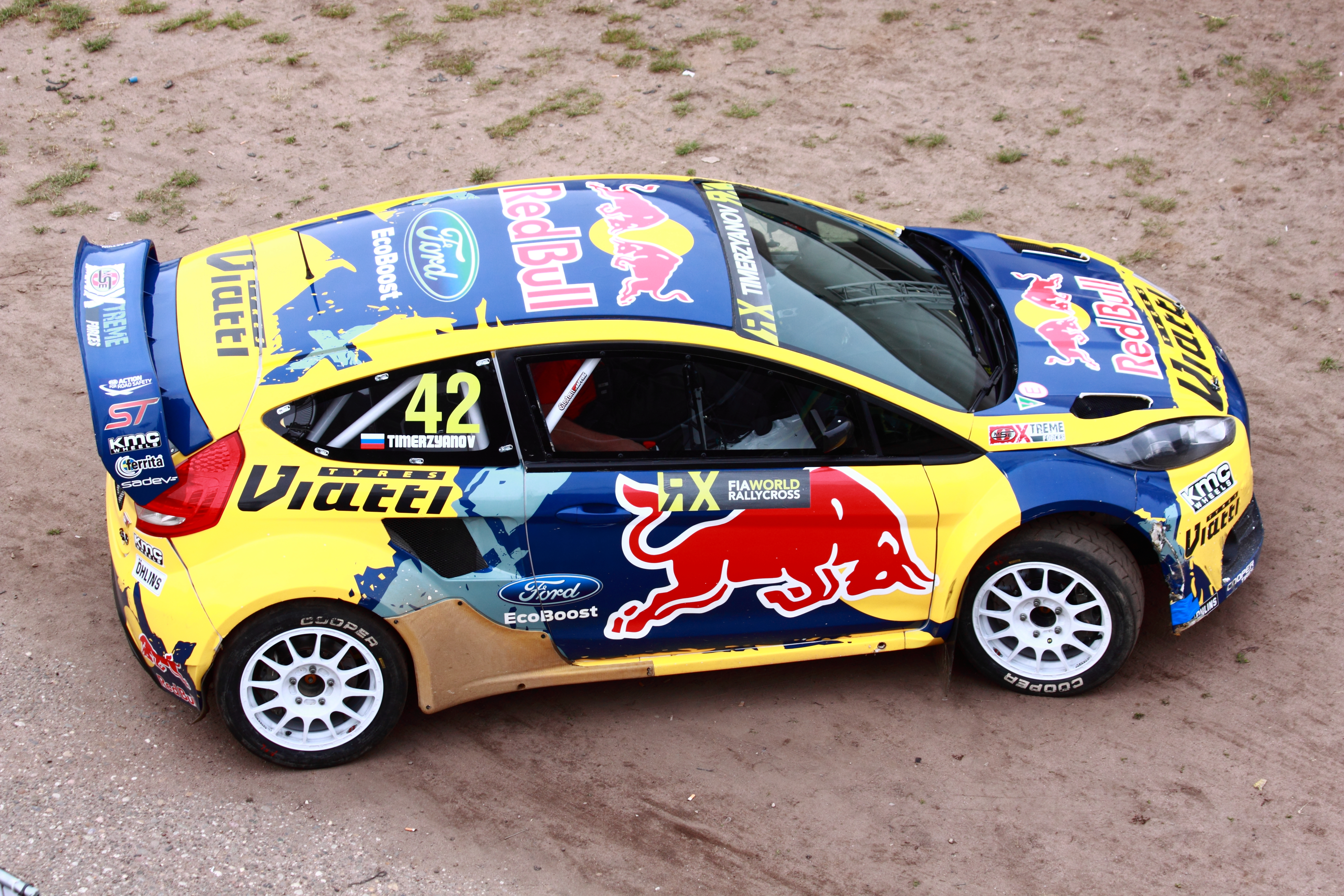
Ford Fiesta ST RX Тимура Тимерзянова в цветах команды Namus Olsbergs MSE, 2015

Перед началом 2015 года произошли важные изменения. Team Peugeot-Hansen и Тимур Тимерзянов не стали продлевать отношения. Помимо осложнений отношений пилота с самим коллективом, вмешался и подтекст, связанный с одним из главных спонсоров команды, нефтяным гигантом Total. Французские нефтяники захотели, чтобы за поддерживаемую ими команду выступал пилот из Франции, тем более, что на 2015 год не имел контракта сильнейший ралли-кроссмен страны Дэви Женни, вице-чемпион Европы 2013 года. Плюс, по признанию Тимерзянова, мог сказаться на данном решении и политический подтекст, связанный с санкционной политикой в отношении России из-за аннексии Крыма, и в связи с авиакатастрофой во Внуково, в результате которой погиб Кристоф де Маржери, руководитель концерна Total.
Новой командой для Тимерзянова стал совместный российско-шведский проект Namus OMSE. Шведская команда Olsbergs MSE в 2015 году использовала машины, подготовленные при помощи автогиганта Ford, на базе раллийного Ford Fiesta категории R5. При этом в автомобиле, получившем название Ford Fiesta ST RX был очень высокий уровень переделок. В частности, силовой агрегат вместо поперечного расположения получал продольное, в связи с чем вносились существенные изменения в конструкцию полноприводной трансмиссии и т. д. Сама по себе модель оказалась весьма быстрой по ралли-кроссовым меркам, на ней было выиграно несколько гонок. Однако из-за особенностей конструкции, поведение Ford Fiesta ST RX радикально отличалось от того, что демонстрировали все предыдущие боевые машины Тимерзянова, имевшие поперечное расположение мотора. Разница проявлялась во многих важнейших ситуациях, при движении по спортивной трассе — при входе и выходе из виражей, на торможениях при помощи двигателя, при прохождении поворотов и др. В итоге существенная часть сезона ушла на привыкание пилота к повадкам машины, и даже изучив все её манеры, он всё равно оставался недоволен поведением «Фиесты» от OMSE, потому что она требовала совершенно иного стиля пилотирования, нежели практикует Тимерзянов. Результаты года оказались неудовлетворительными. Только дважды Тимерзянов смог пробиться в финалы этапов, и ни разу не попал в подиумную зону. В четырёх гонках из тринадцати он и вовсе не смог пробиться в дюжину участников полуфиналов, хотя в 2014-м такое случалось только один раз. По итогам 2015 года казанец замкнул первую десятку пилотов в турнирной таблице чемпионата мира.

#### 2016

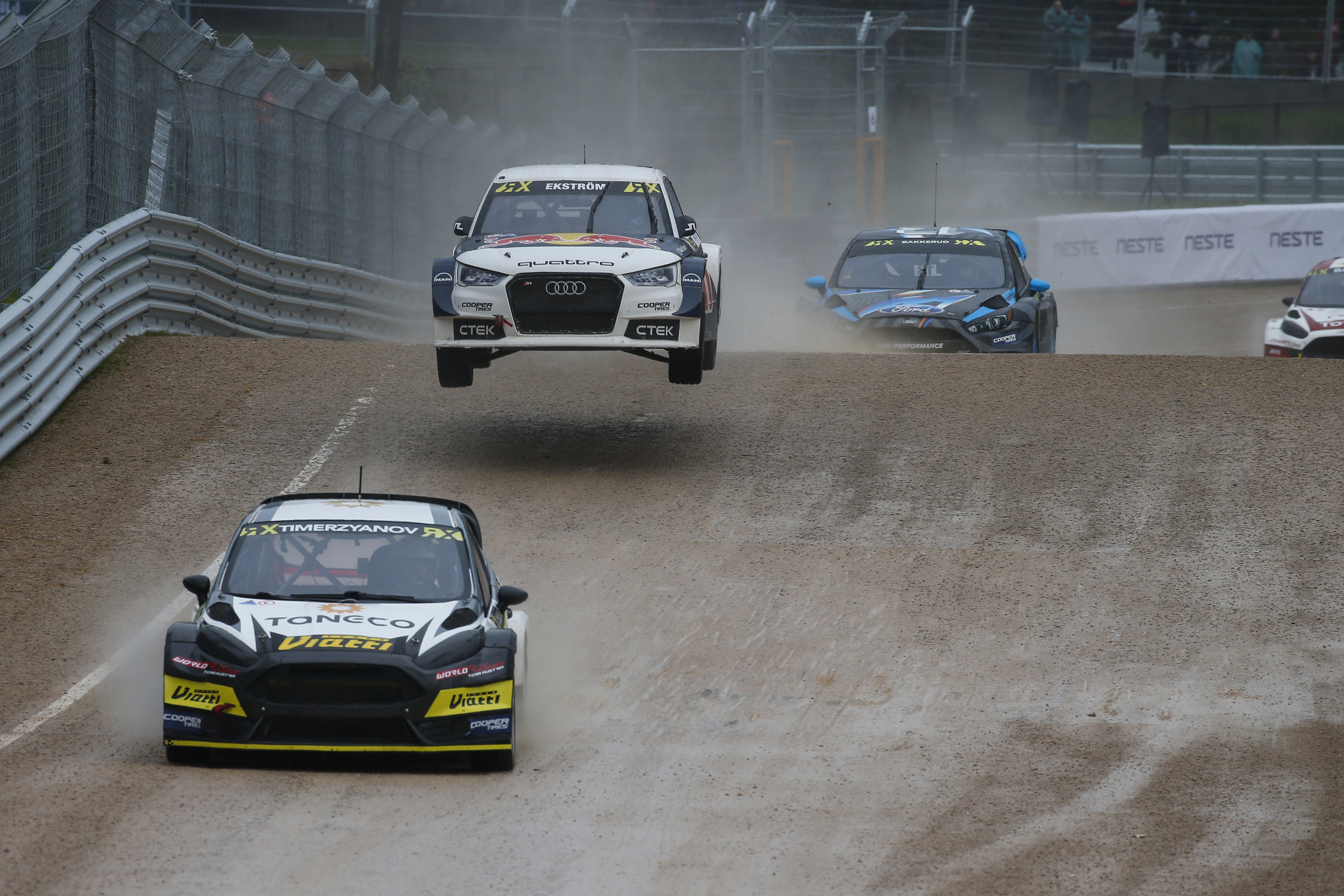
Тимур Тимерзянов лидирует в заезде за рулём Ford Fiesta RXS на латвийском этапе WRX-2016

После неудачного сезона-2015 для Тимерзянова стало очевидно, что для успешных выступлений ему необходим только такой автомобиль, который будет полностью соответствовать его манере пилотирования. И в результате предсезонных тестирований, такой вариант удалось найти, в австрийской команде World RX Team Austria. Как и Olsbergs MSE, она также имела в распоряжении машины на базе раллийного Ford Fiesta категории R5, только расположение двигателя и тип трансмиссии в них были оставлены неизменными, по сравнению с автомобилем-донором. Команда являлась полностью частной, без какой-либо заводской поддержки. Постройкой гоночных экземпляров руководил известный австрийский специалист Манфред Штоль, призёр этапов чемпионата мира по ралли, при этом сам он покинул World RX Team Austria как раз накануне сезона. В итоге машина, под названием Ford Fiesta RXS оказалась одной из самых быстрых в чемпионате, но не лишённой слабых мест. Прежде всего это относится к рулевой рейке, которая выходила из строя очень часто в течение года, также постоянно проявляла себя проблема с пробуксовкой сцепления. Ещё одна существенная деталь, в австрийской команде большая часть персонала пришла в ралли-кросс из других видов автоспорта и поэтому нередки были ошибки с их стороны в ситуациях, которые были связаны с незнанием особенностей ралли-кроссовых гонок.
Сезон 2016 прошёл для Тимерзянова двойственно. С одной стороны он получил быструю машину, которая подходила к его стилю пилотирования. С другой стороны много очков было потеряно из-за технических проблем, которые возникали довольно часто. Иногда вмешивалось невезение, как например на норвежском этапе, который стал абсолютно лучшим гоночным уикендом для россиянина, за всё время его выступлений в чемпионате мира по ралли-кроссу. Машина была отлично настроена, характер трассы в Хелле оптимально подходил как автомобилю, так и самому Тимерзянову. Поэтому он впервые входил в число двух быстрейших пилотов на всех стадиях гонки: стал лучшим в тренировочных заездах, показал второй результат в квалификационной части этапа, уверенно выиграл свой полуфинал. А в течение половины финального заезда показывал время, которое позволяло ему претендовать на победу в финале. Но из-за медленного прокола шины пилоту пришлось пропустить всех пятерых соперников. По набранным очкам за норвежский этап — 22, это была наиболее результативная гонка Тимерзянова в 2016-м.
А по итоговом месту в финальном заезде, лучшим стал этап в испанской Барселоне, впервые в сезоне и второй раз в «мировой» карьере, казанский пилот смог занять третье место. Хотя, при этом ему не довелось «посалютовать» шампанским непосредственно на подиуме. Выиграв полуфинальный заезд, Тимерзянов стартовал в финале с первой линии, и на завершающих кругах занимал третью позицию. Его активно прессинговал ехавший сзади Йохан Кристофферссон. Когда швед отчаялся совершить обгон, то решил применить «грязный приём»: на входе в крутой вираж он протаранил машину Тимерзянова и вытолкнул её за пределы трассы. Судьи не разобрались сразу в эпизоде и позволили Кристофферссону по окончании гонки отпраздновать попадание в призёры на пьедестале почёта. Но позже, изучив видеоповторы финала, судейская коллегия дисквалифицировала шведского гонщика, лишив его набранных в финале очков, а третье место и полагающиеся за него очки в турнирную таблицу, вернули Тимерзянову. Всего же, в течение 12-этапного чемпионата мира 2016 года российский пилот четыре раза пробивался в финал и занял восьмое итоговое место.

#### 2017
В новом сезоне-2017 в мировое первенство решил вернуться Манфред Штоль, на этот раз вместе с новой частной командой из Австрии под названием STARD. Она планирует продолжать использовать модель Ford Fiesta RX, созданную Манфредом, только уже в третьей эволюции. Машина имела хороший потенциал, что показала по ходу предыдущего сезона, команде осталось устранить слабые места, внести ряд необходимых изменений и довести до победных кондиций. Тимерзянов рассчитывал на успешный сезон.

### Global RallyCross Championship

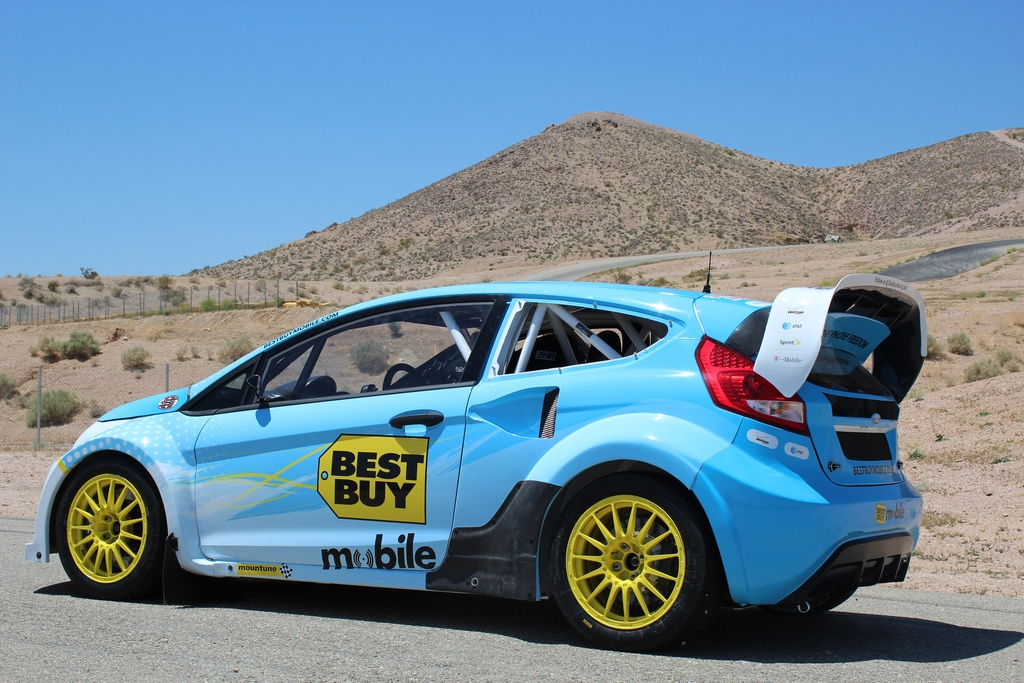
На этой Ford Fiesta GRC Тимур Тимерзянов принимал участие в финальной гонке GRC-2012

Помимо выступлений в чемпионатах мира и Европы, Тимерзянов также принимал участие в ряде этапов престижного ралли-кроссового турнира Global RallyCross Championship. Дебют состоялся в 2012 году, когда все этапы первенства проходили на территории США. Казанец дебютировал на финальном, шестом этапе сезона, проходившем на территории Las Vegas Convention Center, во время ежегодной выставки автокомпонентов и тюнинга SEMA. Выступал за команду Best Buy Mobile Olsbergs MSE на машине, которая изначально готовилась для Маркуса Гронхольма. Финский чемпион мира по ралли попал в жёсткую аварию во время третьего этапа GRC-2012, после чего решил досрочно прекратить выступления в чемпионате. Тимерзянову удалось хорошо себя проявить во время гоночного уикенда, он был в лидирующей группе во время всех предварительных заездов. Заработал право стартовать в финале с первой линии (со второй стартовой позиции), в котором участвовало девять машин. Но российский пилот был вынужден сойти сразу после начала заезда, из-за неполадок у его Ford Fiesta GRC.
После успешного дебюта, Тимерзянов получил приглашение от команды Pastrana Racing Трэвиса Пастраны выступить в 2013 году уже в нескольких раундах, сроки проведения которых не пересекались с датами этапов чемпионата Европы 2013 по ралли-кроссу. Участвовал в четырёх гонках за американский коллектив (2-й, 3-й, 5-й и 7-й этап), проводившихся на территории США и Германии. Он пилотировал довольно редкую машину для данного вида соревнований, получившую название Dodge Dart Global RallyCross Race Car и дебютировавшую только годом ранее. Однако, новинка оказалась не слишком удачной и не позволяла показывать высокие результаты. Максимальным достижением для Тимерзянова стало пятое место, показанное на седьмом этапе в Атланте, что на тот момент являлось повторением лучшего результата для этой машины и команды в сезоне. Также он принял участие в одной гонке за шведский коллектив Marklund Motorsport, дебютировавший в Global RallyCross Championship с моделью VW Polo RX. В квалификационных заездах Тимерзянов смог показать лучший для себя результат в сезоне — 7 место, но попасть в финал не получилось из-за поломки автомобиля.

### Российские соревнования и автошоу

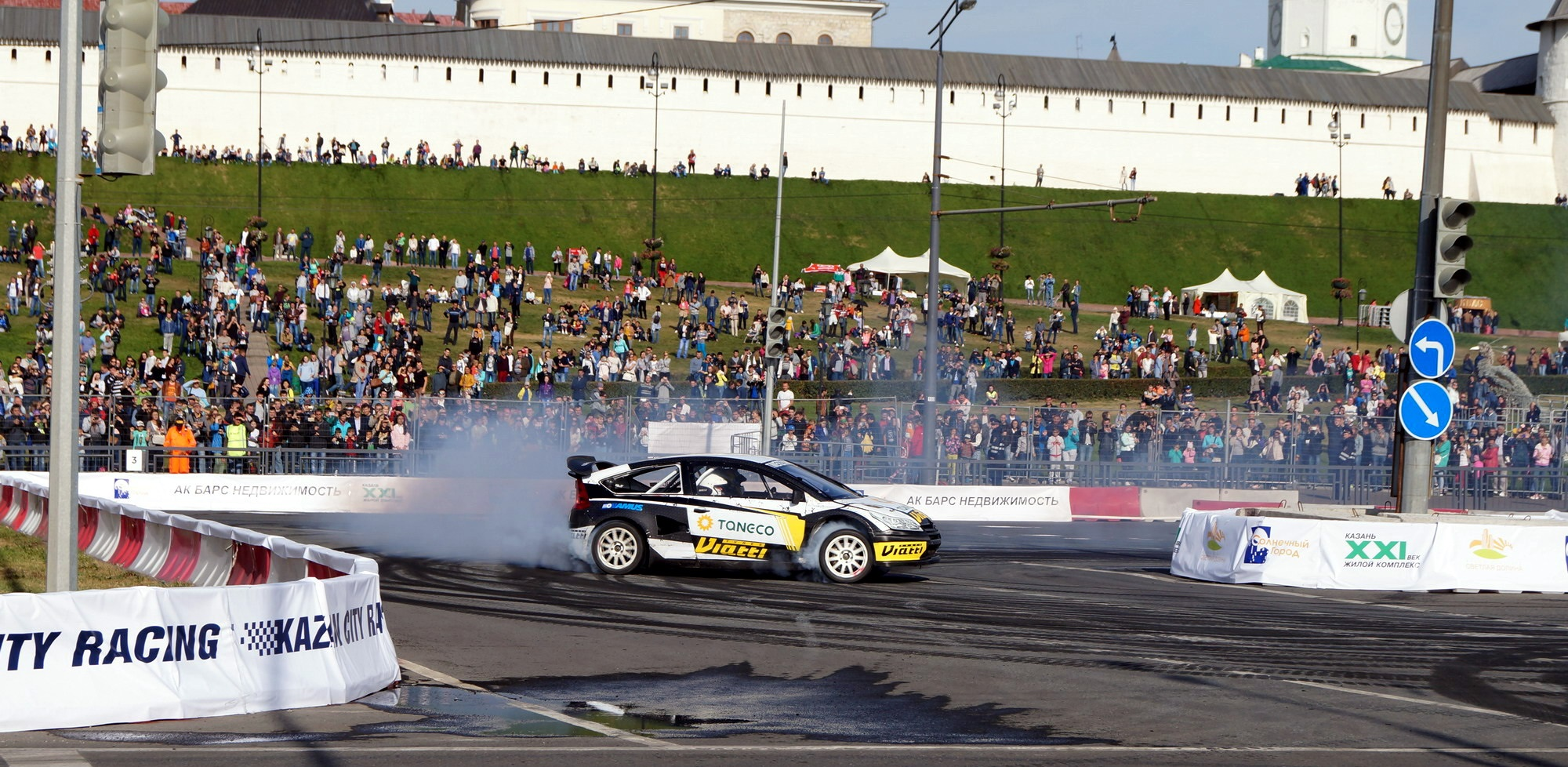
Тимур Тимерзянов пилотирует Citroën C4 T16 4x4 под стенами Казанского кремля во время проведения автомотошоу Kazan City Racing 2016

Основной вид гонок, в котором выступает Тимерзянов — международные турниры по ралли-кроссу. В то же время, он регулярно принимает участие в различных российских автосоревнованиях. Прежде всего, в зимних трековых гонках, очень популярных в период межсезонья, и активно культивируемых в Татарстане. В 2018 году выиграл чемпионат России (проводился для машин класса N-1600). Ранее, в 2014-м, победил в кубке России по зимним трековым гонкам в классе «Национальный», также он дважды становился бронзовым призёром кубка (2007 год, класс А-1600 и 2013 год, класс «Национальный»), четыре раза завоёвывал звание чемпиона Татарстана по зимним трековым гонкам (2008, 2010, 2011, 2014), дважды становился обладателем кубка Татарстана по зимним трековым гонкам (2012 и 2013).
Периодически принимает участие в традиционных ралли-кроссовых состязаниях на приз президента Республики Татарстан в топовом классе (Д1/Суперкар/СуперАвто). Данная гонка всегда является этапом чемпионата или кубка России по ралли-кроссу. Несмотря на единственное выступление в году, в рамках федерального первенства, Тимерзянов нередко становится победителем соревнований. Последний раз такое произошло в 2013-м. А последнее по времени участие состоялось в 2016 году, результатом стало второе место в финале.
Периодически Тимерзянов стартует в кольцевых гонках. Например, в сентябре 2014 года Сочи Автодром принимал самые первые соревнования в своей истории. Это был этап Российской серии кольцевых гонок, одной из задач которого было протестировать трассу и все службы автодрома (судейские, телевизионные, обеспечивающие безопасность и др.), накануне первого в истории России Гран-при чемпионата мира по автогонкам в классе Формула-1. Казанский пилот был свободен на эти даты и решил поучаствовать в историческом событии. Для дебюта в РСКГ Тимерзянов выбрал зачёт «Суперпродакшн», и арендовал переднеприводной автомобиль Lada Granta Cup с 210-сильным турбодвигателем. Он смог показать второе время в квалификации в своём классе с участием 11 пилотов. Первую гонку Тимерзянов закончил на подиуме, на третьей его ступени. А во второй гонке этапа сошёл, после жёсткой атаки соперников и повреждения автомобиля, на первом круге.
В 2015 году принял участие в московском этапе Формула-Мастер Россия. Оказавшись впервые в жизни за рулём формульного болида (модель Tatuus FA010 Fiat), казанский пилот финишировал во всех трёх заездах на 6-7 местах из 10 участников-формулистов. Также в 2015 году принял участие в российской многочасовой гонке на выносливость Russian Endurance Challenge, проходившей на автодроме Moscow Raceway, выступая в команде из четырёх пилотов, за рулём классической модели ВАЗ 2101, занял второе место в классе.
Регулярно заявляется для участия в российских картинговых соревнованиях самого различного уровня, как летних, так и зимних. Также Тимерзянов активно участвует в различного рода шоу и акциях. В частности он был участником крупных автомотошоу Kazan City Racing 2015, 2016, 2017 годов, которые проводились при большом скоплении зрителей у стен Казанского кремля. Принимал участие в традиционной Гонке звёзд «За рулём», в частности, в 2014 году участвовал в ней, в статусе «Лучший гонщик России 2013», в показательном заезде-дуэли на автомобилях Renault Duster совместно с пилотом Формулы-1 Роменом Грожаном.

## Статистика выступлений

### Сводная таблица
| Год  | Серия (класс авто)                                            | Команда (автомобиль)                                           | Гонки | Победы | Поулы٭ | Подиумы | Очки  | Место |
| ---- | ------------------------------------------------------------- | -------------------------------------------------------------- | ----- | ------ | ------ | ------- | ----- | ----- |
| 2005 | Чемпионат России по автокроссу (Дивизион 1)                   |                                                                | 1     | 0      | 0      | 0       | н/д   | н/д   |
| 2005 | Чемпионат Европы по автокроссу                                |                                                                | 1     | 0      | 0      | 0       | н/д   | н/д   |
| 2006 | Чемпионат Татарстана по зимним трековым гонкам (А-1600)       |                                                                | 3     | 1      | н/д    | 2       | н/д   |       |
| 2006 | Чемпионат России по автокроссу (Дивизион 1А)                  |                                                                | 2     | 0      | 0      | 0       | н/д   | 14    |
| 2006 | Национальная гоночная серия «АвтоВАЗ» (Lada Revolution)       | Намус (Lada Revolution)                                        | 8     | 0      | 0      | 1       | 69    | 11    |
| 2007 | Чемпионат Татарстана по зимним трековым гонкам (А-1600)       |                                                                | 4     | 0      | н/д    | 1       | н/д   | 5     |
| 2007 | Чемпионат России по ралли-кроссу (Дивизион 1А)                |                                                                | 1     | 0      | н/д    | 0       | н/д   | н/д   |
| 2008 | Чемпионат Татарстана по зимним трековым гонкам (А-1600)       |                                                                | 2     | 1      | н/д    | 1       | н/д   |       |
| 2008 | Кубок России по зимним трековым гонкам (А-1600)               |                                                                | 3     | н/д    | н/д    | 1       | н/д   |       |
| 2008 | Чемпионат России по ралли-кроссу (Дивизион 1А)                |                                                                | 2     | 0      | н/д    | 0       | н/д   | 12    |
| 2008 | Чемпионат Европы по ралли-кроссу (Division 1A)                | Личный зачёт (Peugeot 206)                                     | 2     | 0      | н/д    | 0       | 2     | 58-61 |
| 2009 | Чемпионат Татарстана по зимним трековым гонкам (А-1600)       |                                                                | 2     | 0      | н/д    | 1       | н/д   | 4     |
| 2009 | Кубок России по зимним трековым гонкам (А-1600)               |                                                                | 1     | 0      | н/д    | 1       | н/д   | 11    |
| 2009 | Чемпионат Европы по ралли-кроссу (Division 1A)                | SET Promotion (Renault Clio Mk2)                               | 10    | 1      | н/д    | 5       | 114   |       |
| 2010 | Чемпионат Татарстана по зимним трековым гонкам (А-1600)       |                                                                | 2     | 1      | н/д    | 2       | н/д   |       |
| 2010 | Чемпионат России по зимним трековым гонкам (А-1600)           |                                                                | 1     | 0      | н/д    | 1       | н/д   | 16    |
| 2010 | Чемпионат России по ралли-кроссу (Дивизион 1А)                |                                                                | н/д   | н/д    | н/д    | н/д     | н/д   | 16-17 |
| 2010 | Чемпионат России по ралли-кроссу (Дивизион 1)                 |                                                                | н/д   | н/д    | н/д    | н/д     | н/д   | 14-15 |
| 2010 | Чемпионат Европы по ралли-кроссу (Division 1A)                | SET Promotion (Renault Clio Mk2)                               | 10    | 4      | н/д    | 7       | 143   |       |
| 2011 | Чемпионат Татарстана по зимним трековым гонкам (А-1600)       |                                                                | 4     | 3      | н/д    | 3       | н/д   |       |
| 2011 | Чемпионат России по ралли-кроссу (Дивизион 1А)                |                                                                | 1     | 0      | н/д    | 0       | н/д   | 22    |
| 2011 | Чемпионат Европы по ралли-кроссу (Supercar)                   | Namus Hansen Motorsport (Citroen C4 T16)                       | 10    | 1      | н/д    | 4       | 114   |       |
| 2012 | Кубок Татарстана по зимним трековым гонкам (А-1600)           |                                                                | 2     | 1      | н/д    | 2       | н/д   |       |
| 2012 | Чемпионат России по ралли-кроссу (Д1/Суперкар)                |                                                                | 1     | 1      | н/д    | 1       | 20    | 10    |
| 2012 | Global RallyCross Championship                                | Best Buy Mobile Olsbergs MSE (Ford Fiesta Mk6 GRC)             | 1     | 0      | 0      | 0       | 9     | 20    |
| 2012 | Чемпионат Европы по ралли-кроссу (Supercar)                   | Namus Hansen Motorsport (Citroen DS3 T16)                      | 9     | 6      | н/д    | 7       | 148   |       |
| 2013 | Чемпионат Татарстана по зимним трековым гонкам (Национальный) | СТК Намус (Lada Kalina)                                        | 3     | 1      | н/д    | 3       | н/д   |       |
| 2013 | Кубок Татарстана по зимним трековым гонкам (А-1600)           | СТК Намус (Lada Kalina)                                        | 3     | 1      | н/д    | 2       | н/д   |       |
| 2013 | Кубок России по зимним трековым гонкам (Национальный)         | СТК Намус (Lada Kalina)                                        | 4     | 0      | н/д    | 1       | 101,2 |       |
| 2013 | Global RallyCross Championship                                | Pastrana Racing (Dodge Dart)/Marklund Motorsport (VW Polo Mk5) | 5     | 0      | 0      | 0       | 34    | 14    |
| 2013 | Чемпионат России по ралли-кроссу (Суперкар)                   |                                                                | 1     | 1      | н/д    | 1       | 100   | 9     |
| 2013 | Чемпионат Европы по ралли-кроссу (Supercar)                   | Namus Hansen Motorsport (Citroen DS3 T16)                      | 9     | 0      | 2      | 4       | 185   |       |
| 2014 | Чемпионат Татарстана по зимним трековым гонкам (Национальный) | СТК Намус (Lada Kalina)                                        | 3     | 1      | н/д    | 3       | 254   |       |
| 2014 | Кубок Татарстана по зимним трековым гонкам (Объединённый)     | СТК Намус (Lada Kalina)                                        | 2     | 2      | н/д    | 2       | н/д   |       |
| 2014 | Кубок России по зимним трековым гонкам (Национальный)         | СТК Намус (Lada Kalina)                                        | 4     | 2      | н/д    | 4       | 150,8 |       |
| 2014 | РСКГ (Суперпродакшн)                                          | Личный зачёт (Lada Granta Cup)                                 | 2     | 0      | 0      | 1       | 69    | 14    |
| 2014 | РСКГ (Туринг)                                                 | Личный зачёт (Lada Granta Cup)                                 | 2     | 0      | 0      | 1       | 34    | 27    |
| 2014 | Чемпионат мира по ралли-кроссу                                | Team Peugeot-Hansen (Peugeot 208 WRX)                          | 12    | 0      | 2      | 1       | 152   | 7     |
| 2015 | Чемпионат Татарстана по зимним трековым гонкам (Национальный) | СТК Намус (Lada Kalina)                                        | 3     | 0      | н/д    | 0       | н/д   | 11    |
| 2015 | Кубок Татарстана по зимним трековым гонкам (Объединённый)     | СТК Намус (Lada Kalina)                                        | 2     | 0      | н/д    | 1       | н/д   | 5     |
| 2015 | Кубок России по зимним трековым гонкам (Национальный)         | СТК Намус (Lada Kalina)                                        | н/д   | н/д    | н/д    | н/д     | н/д   | 4     |
| 2015 | Формула-Мастер Россия                                         | СТК Намус (Tatuus FA010 Fiat)                                  | 3     | 0      | 0      | 0       | 118   | 8     |
| 2015 | Russian Endurance Challenge (ВАЗ классика)                    | Carville Racing (ВАЗ 2101)                                     | 1     | 0      | 0      | 1       | н/д   |       |
| 2015 | Чемпионат мира по ралли-кроссу                                | Namus Olsbergs MSE (Ford Fiesta Mk6 ST RX)                     | 13    | 0      | 0      | 0       | 105   | 10    |
| 2016 | Кубок Татарстана по зимним трековым гонкам (Объединённый)     | СТК Намус (Lada Kalina)                                        | 3     | 0      | н/д    | 3       | 238   |       |
| 2016 | Чемпионат Татарстана по зимним трековым гонкам (Национальный) | СТК Намус (Lada Kalina)                                        | 3     | 1      | н/д    | 3       | н/д   |       |
| 2016 | Кубок России по зимним трековым гонкам (Национальный)         | СТК Намус (Lada Kalina)                                        | н/д   | н/д    | н/д    | н/д     | 53,6  | 9     |
| 2016 | Чемпионат России по зимним трековым гонкам (Национальный)     | СТК Намус (Lada Kalina)                                        | н/д   | н/д    | н/д    | н/д     | 34    | 15    |
| 2016 | Кубок России по ралли-кроссу (СуперАвто)                      | СТК Намус (Citroen C4 T16)                                     | 1     | 0      | н/д    | 1       | 20    | 13    |
| 2016 | Чемпионат мира по ралли-кроссу                                | World RX Team Austria (Ford Fiesta Mk6 RXS)                    | 12    | 0      | 0      | 1       | 117   | 8     |
| 2017 | Чемпионат Татарстана по зимним трековым гонкам (А-1600)       | СТК Намус (Lada Kalina)                                        | 1     | 0      | н/д    | 0       | н/д   | 15    |
| 2017 | Кубок России по зимним трековым гонкам (Национальный)         | СТК Намус (Lada Kalina)                                        | 1     | 0      | н/д    | 0       | 34    | 12    |
| 2017 | Чемпионат России по зимним трековым гонкам (N-1600)           | СТК Намус (Lada Kalina NFR)                                    | 3     | 0      | н/д    | 1       | 192,7 | 5     |
| 2017 | Чемпионат мира по ралли-кроссу                                | STARD (Ford Fiesta Mk6 RX Evo 3)                               | 12    | 0      | 0      | 0       | 78    | 13    |

٭ — Для гонок по ралли-кроссу и зимнему треку, в качестве поула имеется в виду победа в квалификационной части этапа
н/д — Нет данных

### Результаты выступлений по сериям
| Легенда к таблице |                                                                    |
| --- | ------------------------------------------------------------------ |
| Расшифровка обозначений и цветов представлена в нижеследующей таблице. |                                                                    |
| \| Пример \| Описание \| \| ------------ \| ------------------------------------------------------------------ \| \| 1 \| Победитель \| \| 2 \| Второе место \| \| 3 \| Третье место \| \| 5 \| Финишировал, заработав очки \| \| Сход \| Не финишировал, но при этом заработал очки \| \| 12 \| Финишировал, не получив очков \| \| НКЛ \| Финишировал, но не попал в финальную классификацию \| \| 15 \| Участвовал вне зачёта, либо по отдельной классификации \| \| 18 \| Не финишировал, но попал в финальную классификацию \| \| Сход \| Не финишировал \| \| НКВ \| Не прошёл квалификацию \| \| НПКВ \| Не прошёл предквалификацию \| \| ДСК \| Дисквалифицирован \| \| ИСК \| Исключён из протокола соревнований \| \| ТТ \| Заявлен для участия только в тренировках \| \| НС \| Участвовал в квалификации, но не стартовал в гонке \| \| Т \| Травмирован или болен \| \| ОТК \| Отказ от участия \| \| НТР \| Прибыл на соревнования, но на трассу не выезжал \| \| НПР \| Был заявлен в числе участников, но не прибыл к началу соревнований \| \| О \| Соревнования отменены \| \| \| Не участвовал \| \| Поул-позиция \| \| \| Быстрый круг \| \| |                                                                    |
| Пример | Описание                                                           |
| 1 | Победитель                                                         |
| 2 | Второе место                                                       |
| 3 | Третье место                                                       |
| 5 | Финишировал, заработав очки                                        |
| Сход | Не финишировал, но при этом заработал очки                         |
| 12 | Финишировал, не получив очков                                      |
| НКЛ | Финишировал, но не попал в финальную классификацию                 |
| 15 | Участвовал вне зачёта, либо по отдельной классификации             |
| 18 | Не финишировал, но попал в финальную классификацию                 |
| Сход | Не финишировал                                                     |
| НКВ | Не прошёл квалификацию                                             |
| НПКВ | Не прошёл предквалификацию                                         |
| ДСК | Дисквалифицирован                                                  |
| ИСК | Исключён из протокола соревнований                                 |
| ТТ | Заявлен для участия только в тренировках                           |
| НС | Участвовал в квалификации, но не стартовал в гонке                 |
| Т | Травмирован или болен                                              |
| ОТК | Отказ от участия                                                   |
| НТР | Прибыл на соревнования, но на трассу не выезжал                    |
| НПР | Был заявлен в числе участников, но не прибыл к началу соревнований |
| О | Соревнования отменены                                              |
| | Не участвовал                                                      |
| Поул-позиция |                                                                    |
| Быстрый круг |                                                                    |

#### Результаты выступлений в Чемпионате Европы по ралли-кроссу

##### Division 1A
| Год  | Команда       | Автомобиль   | 1     | 2     | 3     | 4     | 5     | 6     | 7      | 8      | 9      | 10     | 11  | Место | Очки |
| ---- | ------------- | ------------ | ----- | ----- | ----- | ----- | ----- | ----- | ------ | ------ | ------ | ------ | --- | ----- | ---- |
| 2008 | Личный зачёт  | Peugeot 206  | ПОР   | ФРА   | ВЕН   | АВТ   | НОР   | ШВЕ   | БЕЛ    | НИД    | ЧЕХ 17 | ПОЛ 15 | ГЕР | 58    | 2    |
| 2009 | SET Promotion | Renault Clio | ВЕЛ 6 | ПОР 6 | ФРА 2 | ВЕН 3 | АВТ 2 | ШВЕ 1 | БЕЛ 11 | ГЕР 12 | ПОЛ 3  | ЧЕХ 4  |     | 3     | 114  |
| 2010 | SET Promotion | Renault Clio | ПОР 1 | ФРА 2 | ВЕЛ 5 | ВЕН 6 | ШВЕ 1 | ФИН 2 | БЕЛ 1  | ГЕР 5  | ПОЛ 1  | ЧЕХ 2  |     | 1     | 143  |

##### Supercar
| Год  | Команда           | Автомобиль          | 1     | 2     | 3     | 4     | 5      | 6      | 7      | 8     | 9     | 10     | Место | Очки |
| ---- | ----------------- | ------------------- | ----- | ----- | ----- | ----- | ------ | ------ | ------ | ----- | ----- | ------ | ----- | ---- |
| 2011 | Hansen Motorsport | Citroën C4 T16 4x4  | ВЕЛ 5 | ПОР 3 | ФРА 5 | НОР 3 | ШВЕ 15 | БЕЛ 1  | НИД 11 | АВТ 2 | ПОЛ 7 | ЧЕХ 4  | 3     | 114  |
| 2012 | Hansen Motorsport | Citroën DS3 T16 4x4 | ВЕЛ   | ФРА 4 | АВТ 1 | ВЕН 1 | НОР 3  | ШВЕ 1  | БЕЛ 1  | НИД 1 | ФИН 1 | ГЕР 14 | 1     | 148  |
| 2013 | Hansen Motorsport | Citroën DS3 T16 4x4 | ВЕЛ 5 | ПОР 6 | ВЕН 2 | ФИН 2 | НОР 2  | ШВЕ 11 | ФРА 4  | АВТ 2 | ГЕР 4 |        | 1     | 185  |

#### Результаты выступлений в Global RallyCross Championship

##### Supercar
| Год  | Команда             | Автомобиль      | 1   | 2       | 3       | 4  | 5     | 6      | 7     | 8   | 9   | Место | Очки |
| ---- | ------------------- | --------------- | --- | ------- | ------- | -- | ----- | ------ | ----- | --- | --- | ----- | ---- |
| 2012 | Olsbergs MSE        | Ford Fiesta GRC | ШАР | ТЕХ     | ЛОС     | НГ | ЛАС   | ЛКЦ 9  |       |     |     | 20    | 9    |
| 2013 | Pastrana Racing     | Dodge Dart      | БРА | МЮН1 10 | МЮН2 12 | НГ | БРИ 8 |        | АТЛ 5 | ШАР | ЛАС | 14    | 34   |
| 2013 | Marklund Motorsport | Volkswagen Polo |     |         |         |    |       | ИРВ 18 |       |     |     | 14    | 34   |

#### Результаты выступлений в Чемпионате мира по ралли-кроссу

##### Supercar
| Год  | Команда               | Автомобиль           | 1      | 2      | 3      | 4      | 5      | 6      | 7      | 8      | 9      | 10     | 11     | 12     | 13     | Место | Очки |
| ---- | --------------------- | -------------------- | ------ | ------ | ------ | ------ | ------ | ------ | ------ | ------ | ------ | ------ | ------ | ------ | ------ | ----- | ---- |
| 2014 | Team Peugeot-Hansen   | Peugeot 208 T16      | ПОР 7  | ВЕЛ 29 | НОР 4  | ФИН 11 | ШВЕ 7  | БЕЛ 8  | КАН 3  | ФРА 6  | ГЕР 7  | ИТА 4  | ТУР 8  | АРГ 8  |        | 7     | 152  |
| 2015 | Olsbergs MSE          | Ford Fiesta ST RX    | ПОР 10 | ХОК 15 | БЕЛ 13 | ВЕЛ 18 | ГЕР 11 | ШВЕ 7  | КАН 13 | НОР 6  | ФРА 10 | БАР 9  | ТУР 9  | ИТА 6  | АРГ 17 | 10    | 105  |
| 2016 | World RX Team Austria | Ford Fiesta RXS      | ПОР 16 | ХОК 17 | БЕЛ 8  | ВЕЛ 5  | НОР 6  | ШВЕ 14 | КАН 7  | ФРА 30 | БАР 3  | ЛАТ 6  | ГЕР 14 | АРГ 9  |        | 8     | 117  |
| 2017 | STARD                 | Ford Fiesta RX Evo 3 | БАР 20 | ПОР 9  | ХОК 9  | БЕЛ 10 | ВЕЛ 11 | НОР 6  | ШВЕ 11 | КАН 11 | ФРА 15 | ЛАТ 13 | ГЕР 17 | ЮАР 13 |        | 13    | 78   |
| 2018 | GRX Taneco Team       | Hyundai i20 RX       | БАР 10 | ПОР 12 | БЕЛ 8  | ВЕЛ 12 | НОР 21 | ШВЕ 8  | КАН 11 | ФРА 9  | ЛАТ 11 | США 13 | ГЕР 20 | ЮАР 11 |        | 10    | 86   |

#### Результаты выступлений вРСКГ

##### Суперпродакшн
| Год  | Команда      | Автомобиль      | 1     | 2     | 3     | 4     | 5     | 6     | 7     | 8     | 9     | 10    | 11    | 12    | 13      | 14         | 15    | 16    | Место | Очки |
| ---- | ------------ | --------------- | ----- | ----- | ----- | ----- | ----- | ----- | ----- | ----- | ----- | ----- | ----- | ----- | ------- | ---------- | ----- | ----- | ----- | ---- |
| 2014 | Личный зачёт | LADA Granta Cup | СМО 1 | СМО 2 | MRW 1 | MRW 2 | НИЖ 1 | НИЖ 2 | КАЗ 1 | КАЗ 2 | КАЗ 1 | КАЗ 2 | СМО 1 | СМО 2 | СОЧ 1 3 | СОЧ 2 Сход | СМО 1 | СМО 2 | 14    | 69   |

## Личные данные
Помимо автогонок, в качестве хобби увлекается игрой в хоккей. Имеет два высших образования. В 2009 году окончил экономический факультет Казанского государственного университета им. В. И. Ульянова-Ленина, в 2010 году там же получил диплом второго высшего образования на юридическом факультете.
Женат, супруга — Диана Баширова. Отец — Ренат Закиевич Тимерзянов(род. 1955) — генерал-майор милиции, работал главным федеральным инспектором по Республике Татарстан, в структурах МВД Республики Татарстан и Алтайского края, мать — Мадина Фатыховна Тимерзянова (род. 1956) — директор Национальной библиотеки Республики Татарстан, до этого много лет работала на руководящих постах в телерадиокомпаниях РТ. Дед Тимура по отцовской линии — Закий Тимерзянович Тимерзянов (1926—2013) передовик советской нефтяной промышленности, Герой Социалистического Труда.

## Фотографии

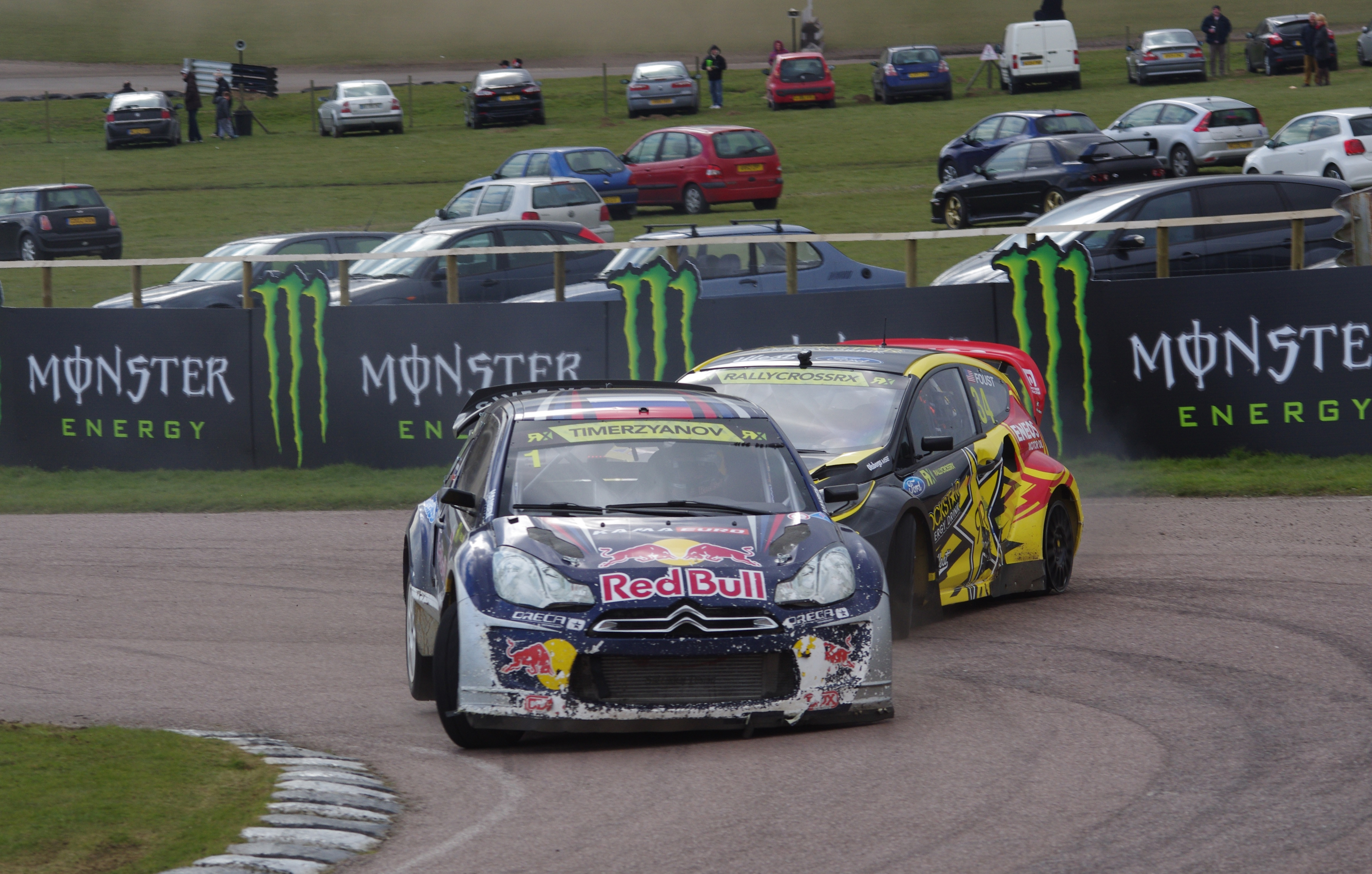
Тимур пилотирует Citroen DS3 Supercar, 2013
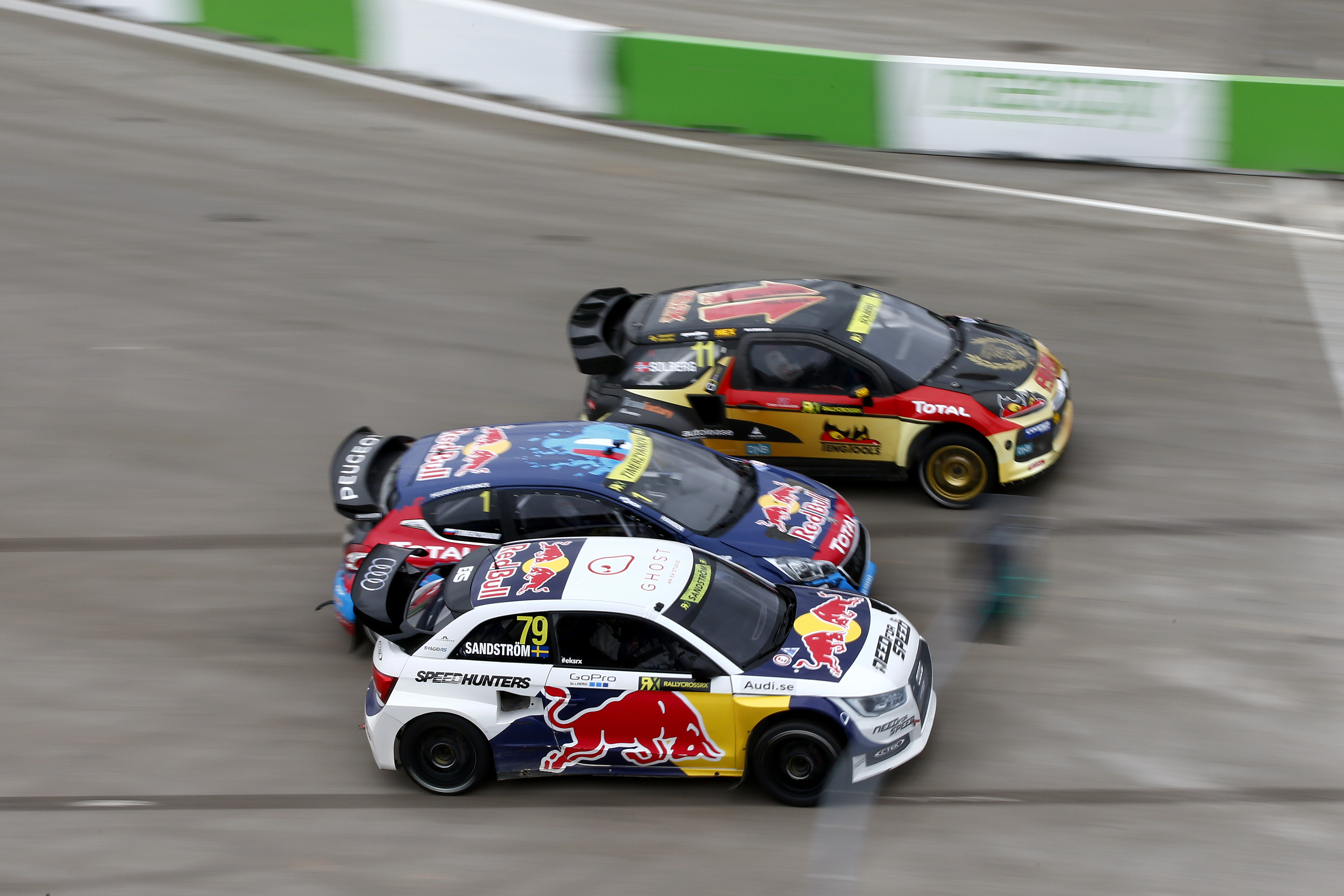
Тимур (его авто в центре) в борьбе за позицию, 2014
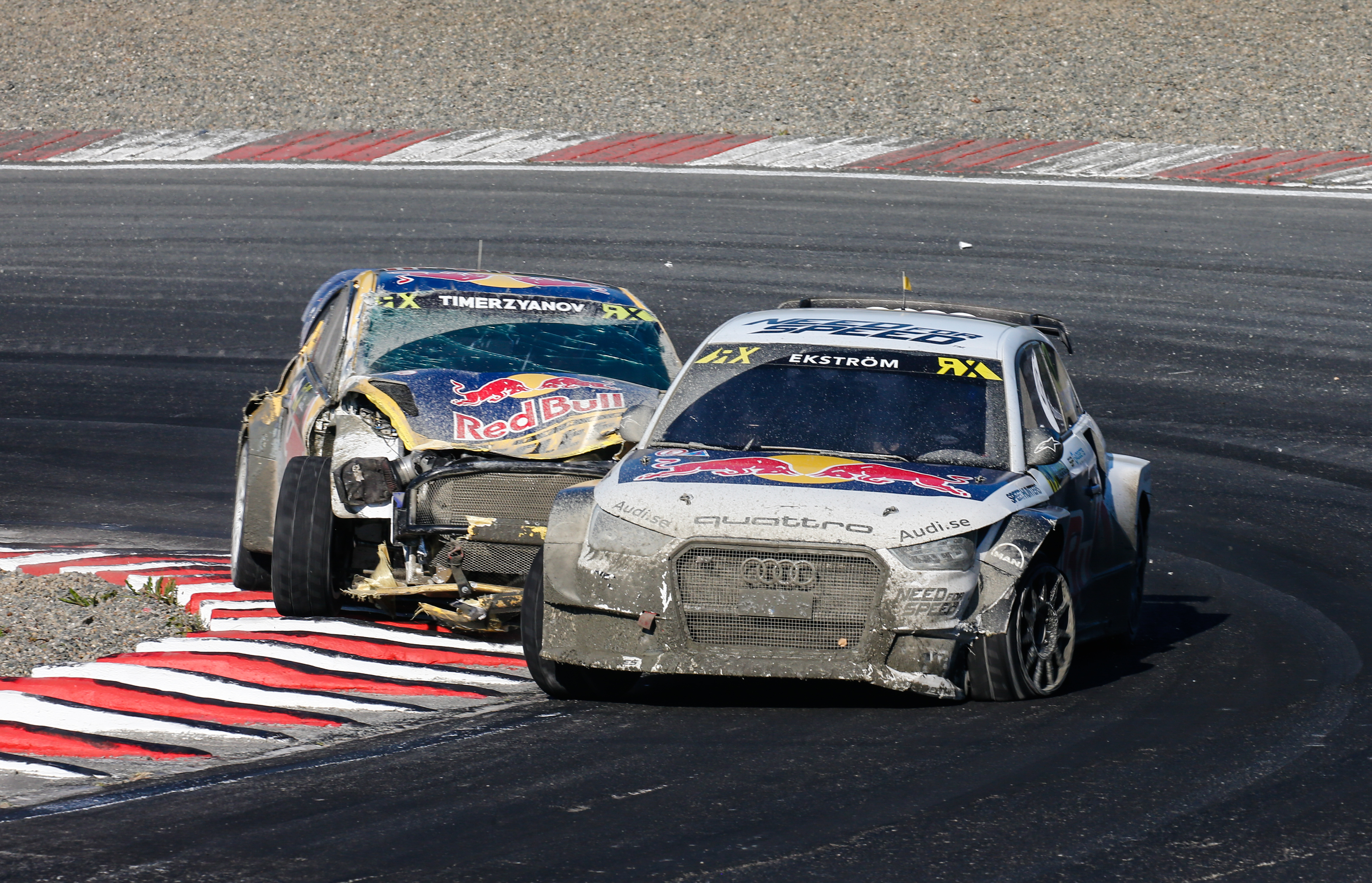
Жёсткая дуэль Тимура Тимерзянова с Маттиасом Экстремом, 2015
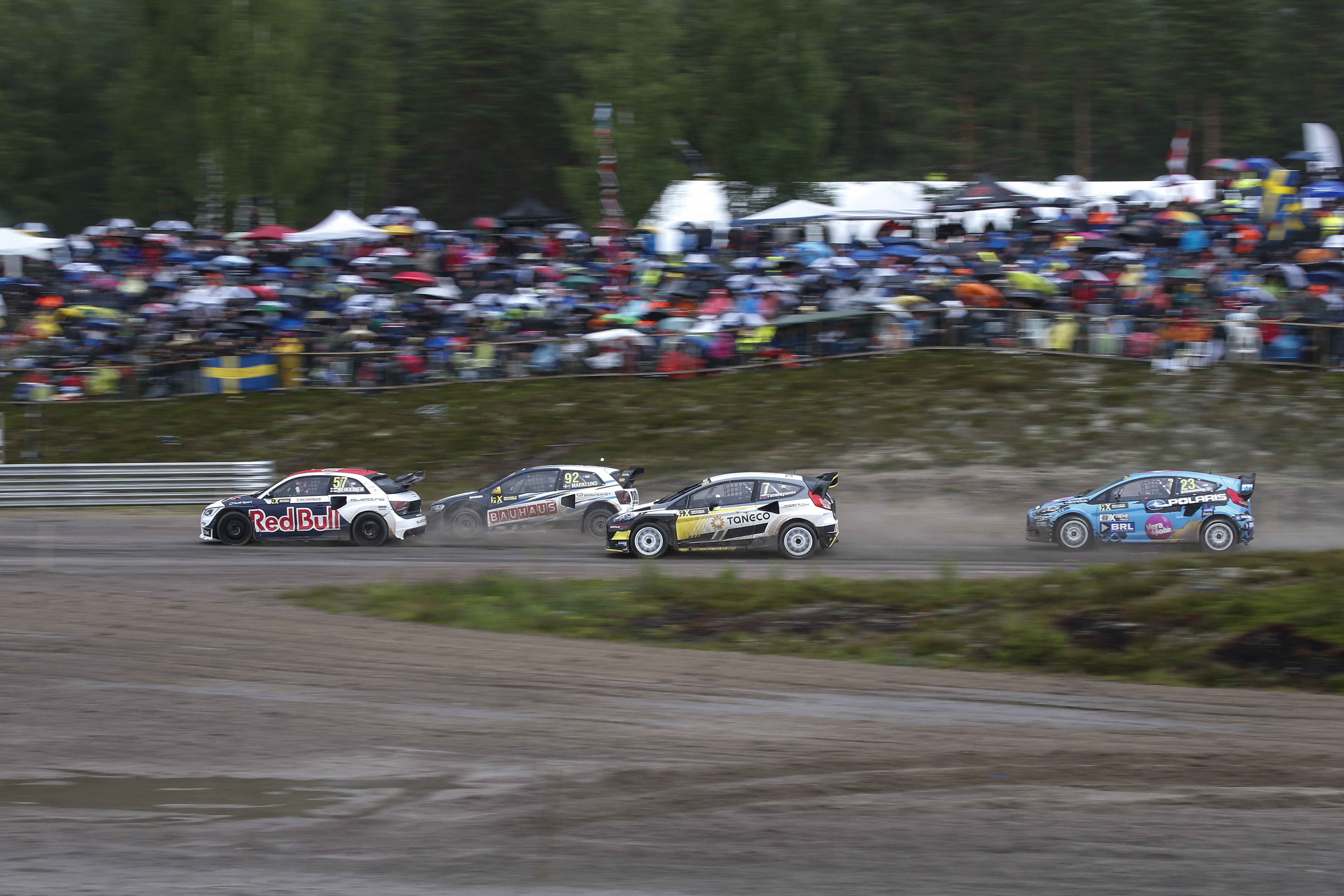
В гуще участников заезда чемпионата мира по ралли-кроссу 2016
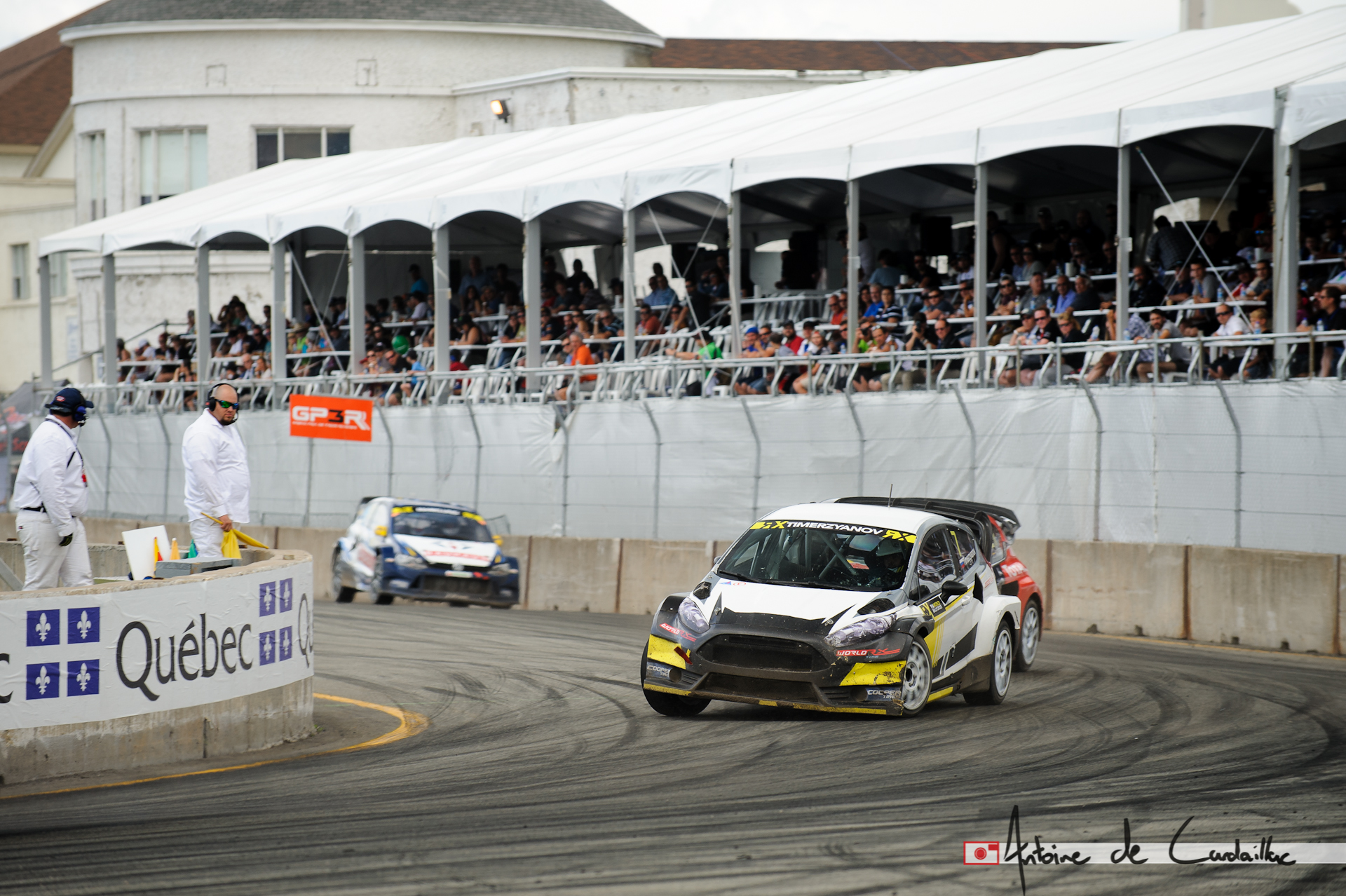
Заезд канадского этапа WRX-2016
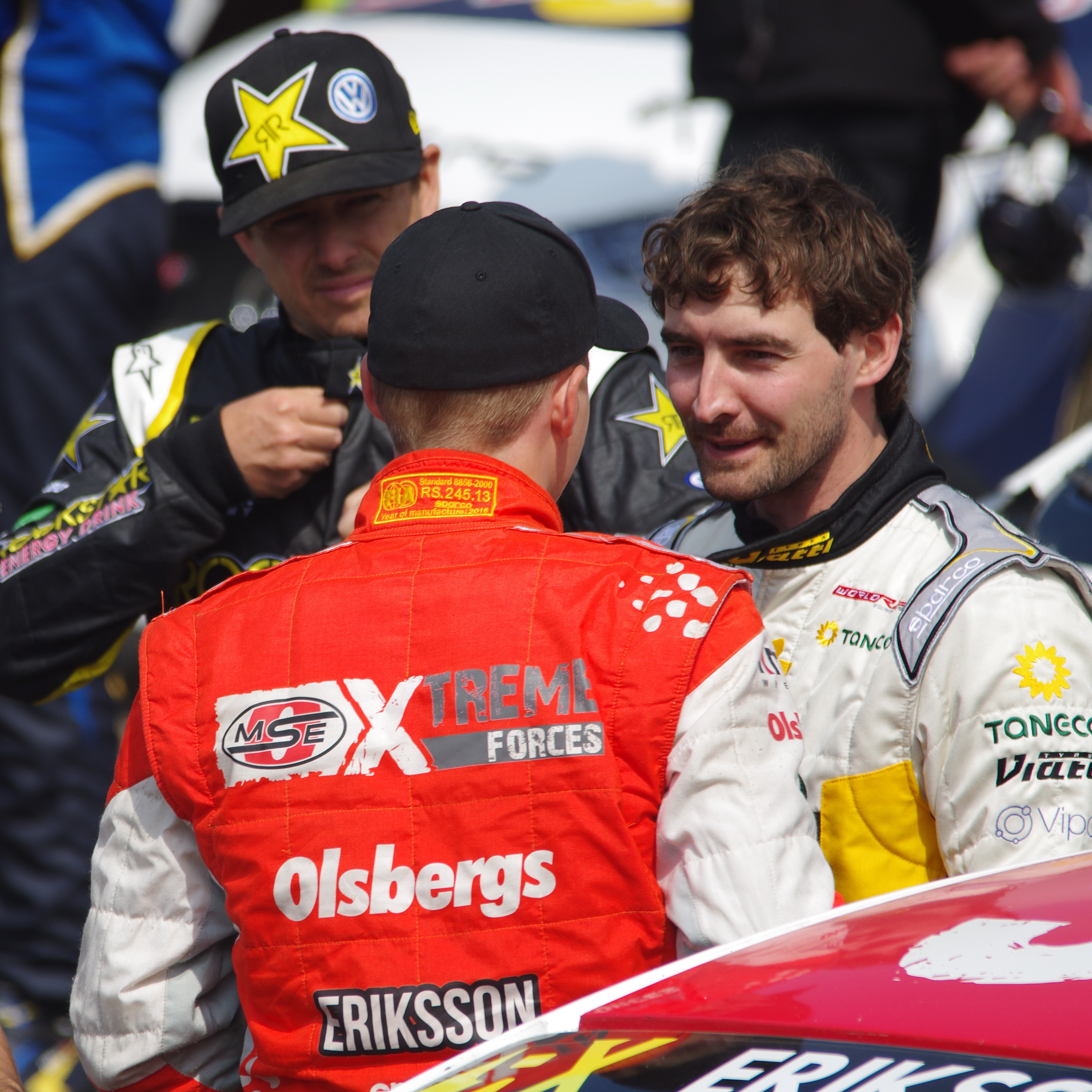
Тимур Тимерзянов свой человек в паддоке мирового ралли-кросса
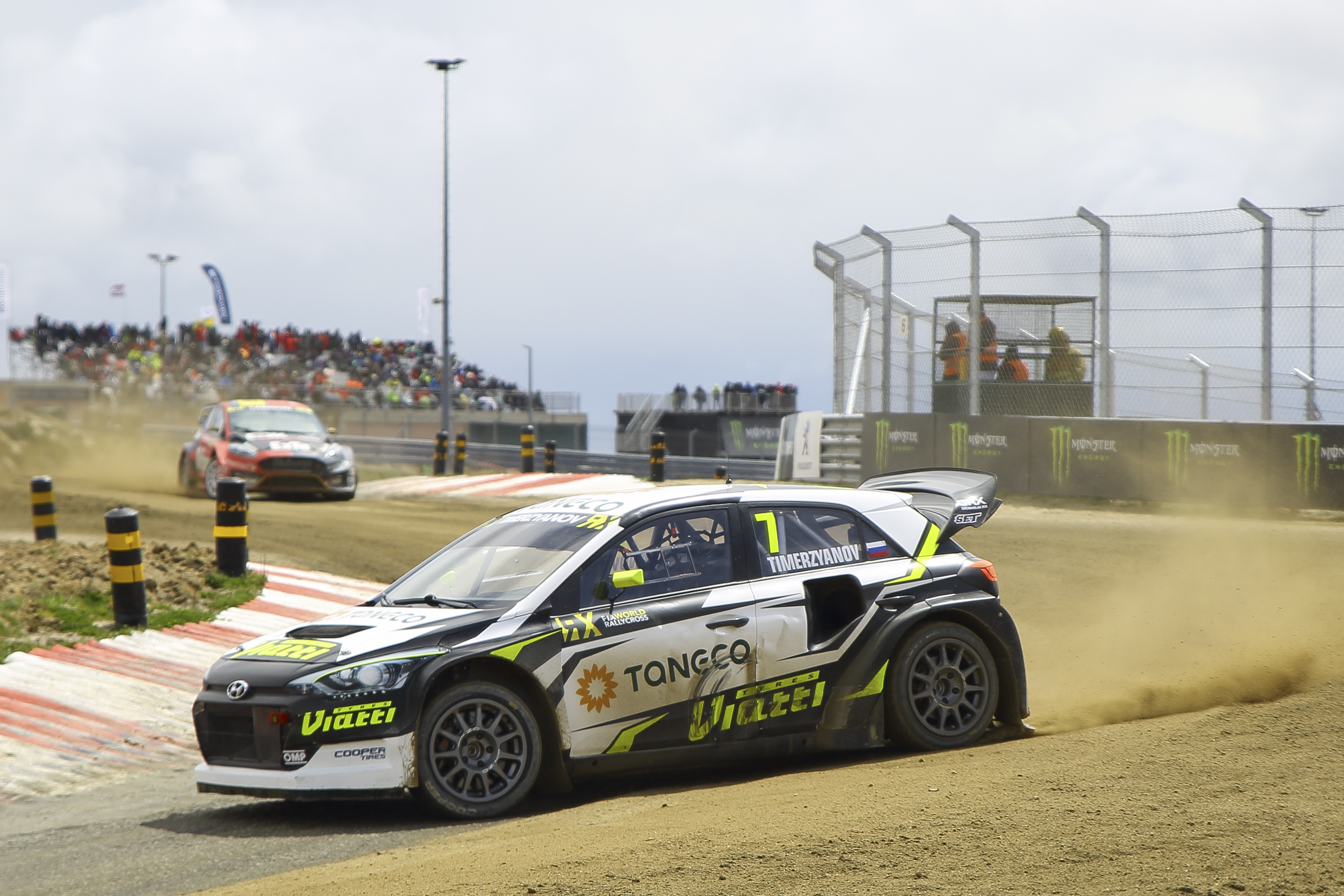
За рулём Hyundai i20 RX, 2018